# Eduardo Cordeiro
Eduardo Barbosa Cordeiro (1935 — 2006) foi um engenheiro civil brasileiro.
Formou-se em engenharia civil na antiga Escola Nacional de Engenharia da Universidade do Brasil em 1957. Em 1958, Cordeiro fez parte do Grupo de Estudos de Mecânica dos Solos, dirigido pelo professor Fernando Barata.
Na vida acadêmica, Cordeiro foi professor de Mecânica dos Solos da UFRJ, de 1958 a 1992, e da UERJ, de 1964 a 1994. No período de 1984 a 1987 foi diretor da Escola de Engenharia da UERJ. Na administração pública do Estado do Rio de Janeiro, Cordeiro foi Secretário de Estado de Obras Públicas de 1968 a 1969, e também secretário de Estado de Águas e Saneamento, de 1969 a 1971. Como engenheiro da Tecnosolo S.A., projetou os pavimentos de várias estradas federais no Pará e na Bahia, sob condições inóspitas, com pleno sucesso.
Em sua carreira, Cordeiro projetou dezenas de barragens no Brasil, sendo dignas de nota aquelas projetadas inicialmente na sua firma MMC, e posteriormente pela Cordeiro Engenharia e depois pela Cordeiro Projetos e Obras Ltda. Cordeiro realizou ainda projetos importantes na área de meio ambiente, incluindo inúmeros aterros sanitários em vários estados do Brasil.  